# Sašo Ožbolt
Sašo Ožbolt, (nacido el 4 de abril de 1981 en Dubrovnik, Croacia) es un jugador de baloncesto esloveno. Con 1.88 de estatura, su puesto natural en la cancha es el de escolta.

## Trayectoria
- Triglav Kranj (2000-2001)
- KD Slovan Lubiana (2001-2002)
- KK Union Olimpija (2002-2011)
- KK Zagreb (2011-2012)
- KK Splosna plovba Portorož (2012-)